# Бернадетт Шірак
Бернадетт Тереза Марі Шодрон де Курсель, у шлюбі Ширак (фр. Bernadette Chirac) — перша леді Франції з 17 травня 1995 по 16 травня 2007 року у шлюбі з 22-м президентом Франції Жаком Шираком. Бернадетт Ширак займалась політикою, а також зіграла кілька епізодичних ролей в серіалах. В травні 2004 року відвідала Москву, де провела зустріч з Людмилою Путіною.

## Життєпис
Народилася 18 травня 1933 року у Парижі. В 1939 році її батька було призвано в армію, і він потрапив в полон під час бою з військами Третього рейху. В червні 1940 року Бернадетт з матір'ю покинула Париж і вирушила в департамент Ло і Гаронна на південному заході Франції. В 1943 році вони знову переїжджають в департамент Луаре, комуна Ж'єн. В 1945 році батько повернувся з німецького полону і вони повернулись в Париж. В 1946 році народилась її сестра Катрін, а в 1948 році з'явився на світ брат Жером. Після закінчення середньої школи Бернадетт вступила в Інститут політичних досліджень в Парижі, де познайомилася з Жаком Шираком. 
Весілля відбулось 16 березня 1956 року. В шлюбі Бернадетт народила двох доньок: Лоранс (1958 р.), і Клод (1962 р.). В 1979 році Бернадетт і Жак удочерили дівчинку з Південного В'єтнаму Анн-Дао Траксель. Лоранс Ширак більшу частину життя мала анорексію і тому хотіла вчинити спробу самогубства, померла 15 квітня 2016 року від серцевої недостатності. Клод Ширак працювала радницею у батька, одружена з французьким дзюдоїстом Т'єррі Ре, від шлюбу має сина Мартіна Ре-Ширака.